# L'Omnibus

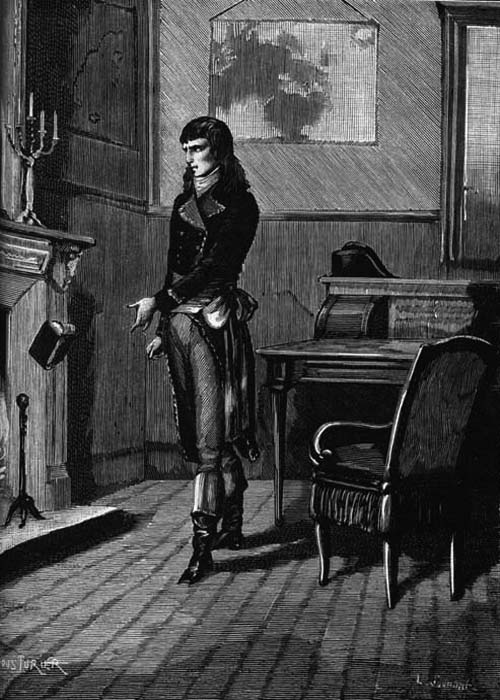
illustration de Paul Cousturier pour le no 621 (1889)

L'Omnibus est une revue littéraire du XIXe siècle.

## Historique
L'Omnibus, lancé le ,6 décembre 1855 paraîtra jusqu'au numéro 815, en 1890. C'était un journal illustré populaire, publiant à chaque numéro trois ou quatre romans contemporains en feuilleton. Il avait pour gérant François Pézaire.
Il a publié de Émile Zola :
- L'Assommoir du 14 février au 17 août 1884
- Nana du 19 avril au 22 octobre 1885
- Pot-Bouille du 18 octobre 1885 au 2 mai 1886

## Collaborateurs
Camille Bias, Alexis Bouvier, Octave Féré, Louis Noir, G. Sol, J. Vindex, Pierre Zaccone, Frédéric Régamey, Paul Cousturier.

## Source
- Danielle Le Nan, in Zola, Correspondance, t. V, éditions du CNRS, 1985, p. 486